# Oku Ampofo
Oku Ampofo (Amanase, 4 novembre 1908 – 1998) è stato un artista ghanese.

## Biografia
Oku Ampofo, nasce a Amanase in Akuapem (Ghana), ha studiato medicina a Edimburgo all'University and Royal College of Edinburgh and Glasgow tra il 1933-1939.
Nel 1939 ottiene il diploma di Dottore. Dal 1950  continua a frequentare corsi di specializzazione nell'uso di erbe mediche e medicine esotiche.
È da considerarsi un pioniere nell'uso della fitoterapia, e fondatore del Centro per la ricerca scientifica in medicina naturale.
Oku è anche un attore e scultore. Ha Iniziato a realizzare sculture come un hobby durante i suoi studi medici a Edimburgo, ma successivamente raggiunse presto la fama, prima nazionale e poi internazionale.
Di particolare rilievo è la sua associazione la fondazione Oku Ampofo che sostiene tuttora progetti di sviluppo comunitario a vantaggio della popolazione del Ghana ed in particolare nella città di Mampong-Akuapem dove per molti anni ha esercitato la sua professione di medico.
La Fondazione sostiene la ricerca sui medicinali vegetali selezionati e necessari per curare le malattie critiche in Ghana, Africa occidentale e nel mondo.
Ampofo morì nel 1998 

## Pratica artistica
Oku esegue lavori in legno duro e multi-colorati o in alternativa cemento.
Attraverso le sue opere captiamo l'uso attento della tecnica e del materiale usato, ma anche un'ottima visualizzazione dell'inusuale bellezza artistica del mezzo utilizzato. 
Il suo corpus teorico e immaginario trae ispirazione dagli aspetti culturali e socio-religioso del modo di vita ghanese.

## Mostre
Ha esposto in Senegal, Nigeria, Inghilterra, Stati Uniti d'America, Israele, Brasile e Romania. Ha influenzato molti artisti del Ghana contemporanei, pittori, scultori e ceramisti simili.
Ha partecipato all'importante esposizione Tendances et Confrontations organizzata durante il Festival Mondial des Arts Nègres di Dakar del 1966.